# Nick Park

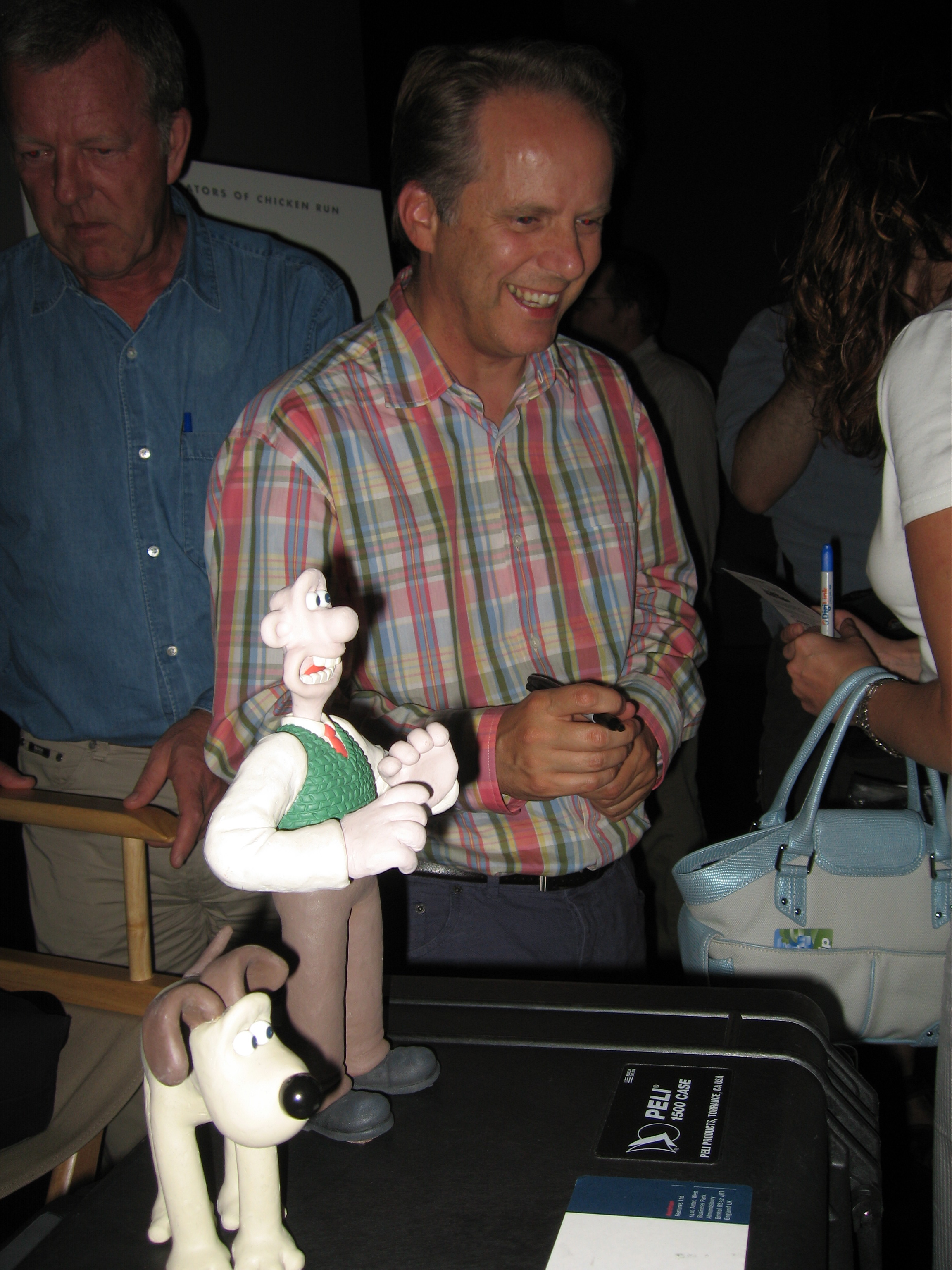
Nick Park met zijn creaties Wallace & Gromit

Nicholas Wulstan (Nick) Park (Preston (Lancashire), 6 december 1958) is een Britse animator, die de Wallace & Gromit-kleifiguren verzon en er bij Aardman Animations een aantal films mee maakte.
Park volgde een opleiding aan Sheffield Hallam University. Al tijdens zijn opleiding verzon hij de Wallace & Gromit-figuren. Hij begon met een film over deze figuren, maar kon deze op eigen kracht niet afmaken.
In 1985 kwam hij in contact met Aardman Animations, die animatiefilms maakten. Aardman stelde Park in staat drie korte films te maken.
Toen Aardman een contract sloot met DreamWorks voor vijf speelfilms, maakte Park Chicken Run, gevolgd door de eerste Wallace & Gromit-speelfilm, The Curse of the Were-Rabbit.

## Filmografie
- A Grand Day Out (1989) - won een BAFTA en werd genomineerd voor een Oscar.
- The Wrong Trousers (1993) - won een Oscar.
- A Close Shave (1995) - won een Oscar.
- Cracking Contraptions (2002) - een serie van tien 2,5 minuut durende animaties die via het internet beschikbaar werden gemaakt.
- Chicken Run (2000) - speelfilm
- Cracking Contraptions (2002) - een serie van tien 2,5 minuut durende animaties die via het internet beschikbaar werden gemaakt. Inmiddels zijn ze ook op dvd verschenen. Elke aflevering betreft een nieuwe uitvinding van Wallace en Gromits reactie daarop.
- Creature Comforts (2003) - televisieserie
- The Curse of the Were-Rabbit (2005) - speelfilm, ging in Nederland op 13 oktober 2005 in première; won een Oscar.

## Trivia
- In 1986 maakte Park de animatie voor de videoclip van Sledgehammer, een hitsingle van Peter Gabriel.
- In 1998 werden de Wallace & Gromit-figuren uit Parks bagage gestolen. Park maakte daarom "vermist"-affiches, waarop werd aangegeven dat er geen Wallace & Gromit-films meer zouden worden gemaakt als de figuren niet teruggebracht werden. Twee dagen later werden ze voor zijn voordeur teruggevonden.
- Als Park op reis gaat heeft hij steevast zijn bekende "koffertje" bij zich met daarin de originele Wallace en Gromit.

- Biblioteca Nacional de España: XX1135801
- Bibliothèque nationale de France: cb13605565s (data)
- CiNii: DA11357218
- Gemeinsame Normdatei: 120243369
- International Standard Name Identifier: 0000 0001 1681 3522
- Library of Congress Control Number: n97058086
- Nationale Bibliotheek van Letland: 000252506
- Bibliotheek van het Japanse parlement: 00657747
- Nationale Bibliotheek van Tsjechië: xx0026274
- Nationale Bibliotheek van Israël: 987007310624005171
- Nationale Bibliotheek van Polen: a0000003038669
- Nederlandse Thesaurus van Auteursnamen: 126025525
- Système universitaire de documentation: 055303854
- Virtual International Authority File: 85463956
- WorldCat: E39PBJwhydtjtPY4KwGBKRVt8C